# Megachile magadiensis
Megachile magadiensis är en biart som beskrevs av Cockerell 1937. Megachile magadiensis ingår i släktet tapetserarbin, och familjen buksamlarbin. Inga underarter finns listade i Catalogue of Life.